# Brian Kennedy (piosenkarz)
Brian Edward Patrick Kennedy (ur. 12 października 1966 w Belfaście) – irlandzki piosenkarz i autor tekstów. Reprezentant Irlandii w 51. Konkursie Piosenki Eurowizji (2006).
Urodził się i dorastał na Falls Road w Belfaście jako jeden z sześciorga rodzeństwa. W dzieciństwie był świadkiem zajść podczas konfliktu w Irlandii Północnej. Rozwinął wtedy zdolność harmonizacji dźwięków syren pogotowia i straży pożarnej, a przy okazji odkrył, że ma interesujący głos.

## Dyskografia

### Albumy
- The Great War Of Words (1990)
- A Better Man (1996)
- Now That I Know What I Want (1999)
- Won't You Take Me Home (2000)
- Get On With Your Short Life (2001)
- On Song (2003)
- Live In Belfast (2004)
- On Song 2: Red Sails In The Sunset (2005)
- Homebird (2006)
- Interpretations (2008)

### Single
- Hollow (1990)
- Captured (1990)
- Believe It (1990)
- A Better Man (1996)
- Life Love And Happiness (1996)
- Put The Message In The Box (1997)
- Get On With Your Short Life (2002)
- George Best – A Tribute (2005)
- If You Don't Believe In Me (2006)
- Destination (2006)
- Every Song Is A Cry For Love (2006)

## Książki
- The Arrival of Fergal Flynn (2004)
- Roman Song (2005)